# Tympanogaster modulatrix
Tympanogaster modulatrix är en skalbaggsart som beskrevs av Perkins 2006. Tympanogaster modulatrix ingår i släktet Tympanogaster och familjen vattenbrynsbaggar. Inga underarter finns listade i Catalogue of Life.